# Distretto di Baharly
Il distretto di Baharly è un distretto del Turkmenistan situato nella provincia di Ahal.